# Liste der Kulturdenkmale in Wildenfels
Die Liste der Kulturdenkmale in Wildenfels enthält die Kulturdenkmale in Wildenfels.
Diese Liste ist eine Teilliste der Liste der Kulturdenkmale in Sachsen.

## Legende
- Bild: Bild des Kulturdenkmals, ggf. zusätzlich mit einem Link zu weiteren Fotos des Kulturdenkmals im Medienarchiv Wikimedia Commons. Wenn man auf das Kamerasymbol klickt, können Fotos zu Kulturdenkmalen aus dieser Liste hochgeladen werden:
- Bezeichnung: Denkmalgeschützte Objekte und ggf. Bauwerksname des Kulturdenkmals
- Lage: Straßenname und Hausnummer oder Flurstücknummer des Kulturdenkmals. Die Grundsortierung der Liste erfolgt nach dieser Adresse. Der Link (Karte) führt zu verschiedenen Kartendiensten mit der Position des Kulturdenkmals. Fehlt dieser Link, wurden die Koordinaten noch nicht eingetragen. Sind diese bekannt, können sie über ein Tool mit einer Kartenansicht einfach nachgetragen werden. In dieser Kartenansicht sind Kulturdenkmale ohne Koordinaten mit einem roten bzw. orangen Marker dargestellt und können durch Verschieben auf die richtige Position in der Karte mit Koordinaten versehen werden. Kulturdenkmale ohne Bild sind an einem blauen bzw. roten Marker erkennbar.
- Datierung: Baubeginn, Fertigstellung, Datum der Erstnennung oder grobe zeitliche Einordnung entsprechend des Eintrags in der sächsischen Denkmaldatenbank
- Beschreibung: Kurzcharakteristik des Kulturdenkmals entsprechend des Eintrags in der sächsischen Denkmaldatenbank, ggf. ergänzt durch die dort nur selten veröffentlichten Erfassungstexte oder zusätzliche Informationen
- ID: Vom Landesamt für Denkmalpflege Sachsen vergebene, das Kulturdenkmal eindeutig identifizierende Objekt-Nummer. Der Link führt zum PDF-Denkmaldokument des Landesamtes für Denkmalpflege Sachsen. Bei ehemaligen Kulturdenkmalen können die Objektnummern unbekannt sein und deshalb fehlen bzw. die Links von aus der Datenbank entfernten Objektnummern ins Leere führen. Ein ggf. vorhandenes Icon  führt zu den Angaben des Kulturdenkmals bei Wikidata.

## Wildenfels
| Bild                                    | Bezeichnung | Lage                              | Datierung                                       | Beschreibung | ID       |
| --------------------------------------- | --- | --------------------------------- | ----------------------------------------------- | --- | -------- |
| Direkt Bild zu diesem Denkmal hochladen | Einzeldenkmale der Sachgesamtheit Friedhof Wildenfels: Friedhofskapelle und Grufthaus (siehe auch Obj. 09300195) | Eichberg (Karte)                  | um 1800 (Friedhof)                              | Bau- und ortsgeschichtlich von Bedeutung. Gruft: kleiner Putzbau mit Dreiecksgiebel und Pilastern, geschwungenes Walmdach, Kapelle: kleiner Saal mit Rundbogenfenstern, halbrunde Apsis, die W-Seite risalitartig betont, über dem Eingang Sandsteinrelief mit der Grablegung Christi (H. Rehm), weit heruntergezogenes Mansardwalmdach. Friedhofskapelle von Oskar Menzel, um 1909 | 08962544 |
| Direkt Bild zu diesem Denkmal hochladen | Sachgesamtheit Friedhof Wildenfels, mit folgenden Einzeldenkmalen: Friedhofskapelle und Grufthaus (Obj. 08962544) sowie Einfriedungsmauer und Friedhofsportal (Sachgesamtheitsteile)                                               | Eichberg (Karte)                  | um 1800                                         | Bau- und ortsgeschichtlich von Bedeutung. Friedhofskapelle von Oskar Menzel, um 1909 Einfriedung: Bruchsteinmauer mit Schieferdeckung, Friedhofsportal: Bogenportal aus Bruchstein. | 09300195 |
| Direkt Bild zu diesem Denkmal hochladen | Gasthof (zwei Hausnummern) | Hartensteiner Straße 2; 4 (Karte) | bez. 1880                                       | Stattlicher Gasthof an der Ortsdurchfahrt, ortsgeschichtlich von Bedeutung. Zweigeschossiger Putzbau mit neun zu vier Achsen, Drempel, zwei Eingänge, Dach Schiefer, bezeichnet 1880 am Türsturz. | 08962549 |
| Direkt Bild zu diesem Denkmal hochladen | Stallscheune und zwei Scheunen eines Vierseithofes | Hartensteiner Straße 10 (Karte)   | um 1800 (Stallscheune)                          | Baugeschichtlich von Bedeutung, alle in Fachwerkbauweise, straßenbildprägend. Stallscheune: Erdgeschoss massiv, Obergeschoss Fachwerk verbrettert, Dach Schiefer, Scheune: Fachwerk, mit zwei großen Toren, Krüppelwalmdach, Scheune: Fachwerk, mit Drempel, bei Garageneinbau massiv unterfahren. | 08962548 |
| Weitere Bilder                          | Kirche (mit Ausstattung) und Stützmauer vor der Kirche | Kirchplatz (Karte)                | 1866–1869                                       | Baugeschichtlich, ortsgeschichtlich und ortsbildprägend von Bedeutung, neogotische Pseudobasilika. Verputzter Bau mit eingezogenem Chor und Westturm. Das Innere flachgedeckt, der Chor kreuzrippengewölbt. Schablonenmalerei an Decke und Bögen. Altar und Taufstein aus Wildenfelser Marmor, auf dem Altar die Figuren des Moses und Johannes des Täufers, Kruzifix mit Rosshaarperücke, 2. Hälfte 15. Jh., im Chor drei Farbglasfenster, 1872, Orgel von Karl Schubert, 1868–1870. Stützmauer zur Poststraße, Bruchstein, mit Kellern. | 08962514 |
| Direkt Bild zu diesem Denkmal hochladen | Wohnhaus in geschlossener Bebauung, mit Vorgarten und Stützmauer | Kirchplatz 2 (Karte)              | Mitte 19. Jh.                                   | Platzbildprägender Wohnbau nahe der Kirche, städtebaulich und baugeschichtlich von Bedeutung. Zweigeschossig, massiv, im Obergeschoss Steingewände, Satteldach mit drei Gaupen. | 08962534 |
| Direkt Bild zu diesem Denkmal hochladen | Wohnhaus in halboffener Bebauung, mit Vorgarten und Stützmauer | Kirchplatz 3 (Karte)              | um 1700, evtl. älter (Fachwerk im Obergeschoss) | Platzbildprägender Wohnbau nahe der Kirche, Obergeschoss in Fachwerkbauweise, städtebaulich und baugeschichtlich von Bedeutung. Denkmaltext: Zweigeschossiges Wohnhaus mit massivem Erdgeschoss (Bruchsteinmauerwerk) sowie Fachwerkobergeschoss, verputzt. Am profilierten Türsturz bezeichnet 1887, Zeitpunkt des Unterfahrens. Die Fachwerkkonstruktion weist im Obergeschoss vermutlich gerade Andreaskreuze sowie aufgeblattete Kopfstreben auf, woraus man schließen kann, dass die Fachwerkkonstruktion etwa um 1650 entstanden ist. Hausabschluss durch Satteldach mit Schieferdeckung. Auch wenn die Fensteröffnungen im Obergeschoss vergrößert wurden, blieb diese weitgehend unversehrt erhalten. Mit der vermuteten Bauzeit um 1650 gehört das Gebäude zum ältesten Baubestand des Ortes, woraus sich der große stadtgeschichtliche und baugeschichtliche Wert des Hauses ableitet. (LFD/2011) Zweigeschossig, massiv, Porphyrgewände, profilierter Türsturz, bezeichnet 1887 am Türsturz, Obergeschoss Fachwerk verputzt, Satteldach Schiefer. | 08962535 |
| Direkt Bild zu diesem Denkmal hochladen | Wohnhaus in halboffener Bebauung | Lindenallee 1 (Karte)             | Mitte 19. Jh.                                   | Wohnbau nahe der Kirche, wichtig für das Straßenbild, städtebaulich von Bedeutung. Zweigeschossig, verputzt, Steingewände, neuerer Dachausbau, saniert. | 08962539 |
| Direkt Bild zu diesem Denkmal hochladen | Wohnhaus in Ecklage | Lindenallee 2 (Karte)             | Ende 19. Jh.                                    | Gründerzeitgebäude nahe der Kirche, prominente Ecklage, baugeschichtlich und städtebaulich von Bedeutung. Zweigeschossiger Putzbau mit Eckquaderung, Eckbetonung durch Dachausbau, Gesimse, am Kreuzgesims Kragsteine. | 08962538 |
| Direkt Bild zu diesem Denkmal hochladen | Wohnhaus in halboffener Bebauung | Lindenallee 10 (Karte)            | Ende 18. Jh.                                    | Baugeschichtlich von Bedeutung, Fachwerkhaus, Fachwerk in beiden Geschossen von Seltenheitswert. Fachwerk in beiden Geschossen, späterer Anbau ebenfalls Fachwerk, Giebeldreieck verbrettert. | 08962540 |
| Direkt Bild zu diesem Denkmal hochladen | Wohnhaus in offener Bebauung | Lindenallee 16 (Karte)            | 1. Hälfte 19. Jh.                               | Baugeschichtlich von Bedeutung, Beispiel für die Holzbauweise. Erdgeschoss teils massiv, mit Steingewänden, teils Fachwerk, rückseitig massiver Anbau. | 08962541 |
| Weitere Bilder                          | Wohnhaus (rechter Hausteil) in Ecklage | Markt 2 (Karte)                   | 2. Hälfte 17. Jh.                               | Bestimmt die Markteingangssituation, ältestes Haus am Platz, Fachwerk-Obergeschoss mit geschweiften Andreaskreuzen, städtebaulich und baugeschichtlich von Bedeutung, Lage nahe der Kirche am Kirchplatz. Denkmaltext: Vermutlich in der 2. Hälfte des 17. Jh. erbautes Wohn- und Geschäftshaus. Zweigeschossig, Erdgeschoss massiv mit regelmäßig angeordneten kleineren Rechteckfenstern, Obergeschoss Fachwerk mit geschweiften Andreaskreuzen und verzierten Knaggen in den Gefachen unterhalb der Traufe. Das Obergeschoss kragt leicht vor. Die Schwelle, das Rähm und die Füllhölzer sind profiliert. Abgeschlossen wird das Gebäude durch ein geschweiftes Walmdach. Auf historischen Postkarten wird das Gebäude als „Löwen-Apotheke“ bezeichnet. Es gehört zu den ältesten Häusern des Ortes. Insbesondere durch den authentisch erhaltenen Baubestand aus dem 17. Jh. handelt es sich um ein hausgeschichtlich überregional bedeutsames Gebäude. Als altes Geschäftshaus, vermutlich Apotheke, kommt diesem zudem eine große stadtgeschichtliche Bedeutung zu. (LfD/2012) Eckhaus, Erdgeschoss massiv, mit Porphyrgewänden, im vorkragenden Obergeschoss geschweifte Andreaskreuze, originale Fenster, Walmdach. | 08962513 |
| Weitere Bilder                          | Ehemalige Apotheke (linker Hausteil) in geschlossener Bebauung, heute Wohnhaus | Markt 2 (Karte)                   | 2. Hälfte 19. Jh.                               | Putzfassade mit Löwenrelief, Bestandteil der Marktbebauung, ortsgeschichtlich von Bedeutung. Zweigeschossig, kleine Treppe, zwei Eingänge, Porphyrgewände, über dem Eingang liegender Löwe im Hochrelief, Satteldach. | 08962512 |
| Direkt Bild zu diesem Denkmal hochladen | Wohnhaus in halboffener Bebauung, mit Hofgebäude | Markt 4 (Karte)                   | bez. 1811                                       | Einfacher Putzbau, barockes Stichbogenportal mit Schlussstein, Teil der Marktbebauung, baugeschichtlich von Bedeutung. Zweigeschossig, Erdgeschoss massiv, Stichbogenportal mit Schlussstein, bezeichnet 1811 am Schlussstein, im Obergeschoss Holzgewände (Fachwerk?), Krüppelwalmdach, Hinterhaus: Erdgeschoss massiv, Drempel Fachwerk, Giebeldreieck verkleidet. | 08962515 |
| Direkt Bild zu diesem Denkmal hochladen | Wohnhaus in halboffener Bebauung | Markt 6 (Karte)                   | 18. Jh.                                         | Einfacher Putzbau, Teil der Marktbebauung, städtebaulich von Bedeutung. Zweigeschossig, massiv, profiliertes Kranzgesims, Fenster im Obergeschoss teilweise vergrößert. | 08962516 |
| Direkt Bild zu diesem Denkmal hochladen | Wohnhaus in halboffener Bebauung | Markt 7 (Karte)                   | letztes Drittel 19. Jh.                         | Städtebaulich und baugeschichtlich von Bedeutung, Gründerzeitgebäude mit Klinkerfassade, Teil der Marktbebauung. Zweigeschossig, mit Dachhäuschen, im Erdgeschoss aufgeputzte Quaderung, Obergeschoss gelber Klinker mit Steingewänden, profilierte Gesimse, Satteldach, saniert. | 08962517 |
| Direkt Bild zu diesem Denkmal hochladen | Wohnhaus in halboffener Bebauung | Markt 8 (Karte)                   | um 1930, im Kern älter                          | Teil der Marktbebauung, im Heimatstil der 1920/1930er Jahre. Dreigeschossig, verputzt, große Toreinfahrt, Satteldach, saniert. | 08962518 |
| Direkt Bild zu diesem Denkmal hochladen | Ehemalige Bürstenfabrik | Parkstraße 8; 10 (Karte)          | 1871 laut Auskunft                              | Ortsgeschichtlich von Bedeutung, Gründerzeitgebäude in Ziegelbauweise. Der langgezogene Produktionsteil entlang der Weststraße zweigeschossig, Klinkerbau auf Steinsockel, akzentuiert mit gelben Klinkerableitungsbändern, Deutsches Band, Kranzgesims zahnschnittartig, das Verwaltungsgebäude mit zweigeschossigem Erker. | 08962556 |
|                                         | Wohnhaus in offener Bebauung | Parkstraße 9 (Karte)              | letztes Drittel 19. Jh.                         | Großes Wohnhaus der ehemaligen Königsmühle im Schweizerstil, zum Teil in Fachwerkbauweise, heimatgeschichtlicher Wert. Hoher Sockel, Treppe, Erdgeschoss massiv, Sandsteingewände, Obergeschoss Fachwerk, Kreuzdach, Dachüberstand mit gesägten Sparren, Ziergiebel, originale Fenstergrößen. TD fraglich. | 08962554 |
| Weitere Bilder                          | Wohnhaus (Umgebindehaus) in offener Bebauung | Parkstraße 14 (Karte)             | 18. Jh.                                         | Baugeschichtlich und ortsgeschichtlich von Bedeutung, ehemalige Parkschänke, als Fachwerkgebäude mit Umgebinde für die Region von Seltenheitswert. Denkmal ohne den massiven Anbau, Umgebinde links zwei Joche, Umgebinde mit Kopfband (verblattet), in der Schwelle Schiffskehlchen, Obergeschoss Fachwerk, Giebel verbrettert, eingeschossiger Anbau (verbrettert). | 08962555 |
| Direkt Bild zu diesem Denkmal hochladen | Wohnhaus in halboffener Bebauung | Poststraße 4 (Karte)              | bez. 1899                                       | Straßenbildprägendes Gründerzeitgebäude in Ziegelbauweise, baugeschichtlich und städtebaulich von Bedeutung, markante Lage gegenüber der Kirche. Zweigeschossiger Klinkerbau mit Gusssteinelementen, Sandsteinsockel, profiliertes Gesims. | 08962537 |
| Direkt Bild zu diesem Denkmal hochladen | Wohnhaus in geschlossener Bebauung | Poststraße 6 (Karte)              | Ende 19. Jh.                                    | Straßenbildprägendes Gründerzeitgebäude in Ziegelbauweise, baugeschichtlich und städtebaulich von Bedeutung, markante Lage gegenüber der Kirche. Zweigeschossiger Klinkerbau mit Laden, Gusssteinelemente, Sandsteinsockel, Ziereisenanker, an der Traufe Kragsteine. | 08962536 |
| Weitere Bilder                          | Rathaus mit Stützmauern und Treppenanlage | Poststraße 26 (Karte)             | 1929                                            | Bau- und ortsgeschichtlich von Bedeutung, im traditionalistischen Stil der 1920er Jahre. In den Hang hineingebaut, zweigeschossig, mit Bruchsteinsockel, Putzfassade mit Sandsteingliederung an Fenstern und Türen, halbrunder Eingangsvorbau, Farbglasfenster mit alten Ansichten der Stadt, Walmdach mit Türmchen und Uhr. | 08962547 |
| Direkt Bild zu diesem Denkmal hochladen | Wohnhaus in offener Bebauung | Poststraße 28 (Karte)             | Ende 19. Jh.                                    | Straßenbildprägendes Gründerzeitgebäude mit Ziegelsteinfassade, baugeschichtlich von Bedeutung. Zweigeschossiger Klinkerbau auf Steinsockel, Steingussgewände, Ableitungsbögen in grünem Klinker, Kranzgesims mit Kragsteinen, Dachhäuschen. | 08962550 |
| Weitere Bilder                          | Sachgesamtheit Schloss Wildenfels mit folgendem Einzeldenkmal: Schlossanlage (ehemalige Höhenburg) (siehe Obj. 09299890) sowie parkähnlich gestalteter Burgberg mit Umfassungsmauern und angrenzendem Schlossteich (Gartendenkmal) | Schlossstraße 1; 2 (Karte)        | 1170–1180 (Palas)                               | Baugeschichtlich, kunsthistorisch und ortsgeschichtlich von Bedeutung, barock-klassizistisch überformte Schlossanlage der Renaissancezeit. Höhenburg in Spornlage mit ehemals zwei Höfen. Der älteste Bau (Palas) 1636 zum Kornhaus umgenutzt, ganz im Westen. Im Osten das Eingangsportal mit Wappen derer von Solms-Wildenfels, Anfang 17. Jh. Renaissance-Treppenturm. Parkähnlich gestalteter Burgberg mit angrenzendem Schlossteich. Ausstattungselemente und Bibliothek siehe Einzeldenkmal. | 08962533 |
| Weitere Bilder                          | Einzeldenkmal der Sachgesamtheit Schloss Wildenfels: Schloss (ehemalige Burg) mit Ausstattung (siehe auch Obj. 08962533) | Schlossstraße 1; 2 (Karte)        | 1170–1180 (Palas)                               | Baugeschichtlich, kunsthistorisch und ortsgeschichtlich von Bedeutung, barock-klassizistisch überformte Schlossanlage der Renaissancezeit. Höhenburg in Spornlage mit ehemals zwei Höfen, später Überformung zum Schloss. Der älteste Bau (Palas) 1636 zum Kornhaus umgenutzt, ganz im Westen. Im Osten das Eingangsportal mit Wappen derer von Solms-Wildenfels, Anfang 17. Jh. Renaissance-Treppenturm. Ausstattung besonders Wand- und Deckenmalerei. Im Obergeschoss des Südflügels Festsaal mit Pilastergliederung, bewegliche Ausstattungselemente: Ofen aus Meißner Porzellan, Supraporten-Gemälde von Christian Leberecht Vogel, Ende 18. Jh. Im anschließenden Ahnensaal Gemälde von Theodor Große (1856–58 u. a. die Oranierhochzeit und der Einzug der Grafen von Solms). Deckenfresko von Christian Leberecht Vogel mit drei Grazien und Amor in der ehemaligen gräflichen Bibliothek im 2. Obergeschoss., verbale Datierung: Palas 1170–1180, alle Anlagen aus dem 12. Jh. im 16. und 18. Jh. stark verändert, 1959–1962 Restaurierung und Umbau. | 09299890 |
| Weitere Bilder                          | Ehemaliges Amtsgericht, heute Wohnhaus | Schlossstraße 3 (Karte)           | Mitte 19. Jh.                                   | Bau- und ortsgeschichtlich von Bedeutung, repräsentatives Gebäude im historistischen Stil. Klassizistischer, zweigeschossiger Bau auf U-förmigem Grundriss, Portal mit Dreiecksgiebel, sonst durchgängig Putzgliederung, an den Stirnseiten Nischen. | 08962530 |
| Direkt Bild zu diesem Denkmal hochladen | Wohnhaus in halboffener Bebauung | Schlossstraße 4 (Karte)           | 1. Hälfte 19. Jh.                               | Einfacher Putzbau zweigeschossig in den Hang hineingebaut, ursprünglich zum Schloss gehörig, städtebaulich von Bedeutung, Lage unmittelbar am Schloss. Zweigeschossig in den Hang hineingebaut, verputzt, Steingewände, viele Dachhäuschen, Walmdach schiefergedeckt. | 08962532 |
| Direkt Bild zu diesem Denkmal hochladen | Wohnhaus in halboffener Bebauung | Schlossstraße 5 (Karte)           | 18. Jh.                                         | Baugeschichtlich und städtebaulich von Bedeutung, bestimmt noch die Marktbebauung mit, schlichter Putzbau mit Mansarddach. Zweigeschossig, verputzt, Steingewände, im 1. Obergeschoss Segmentbogen, Mansarddach. | 08962529 |
| Direkt Bild zu diesem Denkmal hochladen | Wohnhaus (mit Wirtschaftsteil) in geschlossener Bebauung | Schlossstraße 6 (Karte)           | bez. 1852                                       | Schlichter Putzbau mit Giebel über der Eingangstür, ursprünglich zum Schloss gehörig, städtebaulich von Bedeutung, Lage unmittelbar am Schloss. Langgestreckter, eingeschossiger Bau mit Giebel über der Eingangstür, großes Tor. | 08962531 |
| Direkt Bild zu diesem Denkmal hochladen | Wohnstallhaus, Seitengebäude und Scheune eines Dreiseithofes sowie Hofpflasterung | Schönauer Straße 2 (Karte)        | Ende 18. Jh.                                    | Baugeschichtlich und wirtschaftsgeschichtlich von Bedeutung, alles Fachwerkbauten, gutes Beispiel für die Holzbauweise. Wohnstallhaus: alter Baukörper, Erdgeschoss massiv, Obergeschoss Fachwerk, Krüppelwalmdach mit Gaupen, Stallscheune: Erdgeschoss massiv, Obergeschoss Fachwerk, Ladeluke, alte Fenster, Scheune: Fachwerk mit gekreuzten Streben. | 08962553 |
| Direkt Bild zu diesem Denkmal hochladen | Wohnhaus in offener Bebauung | Schulstraße 6 (Karte)             | um 1900                                         | Großes gründerzeitliches Wohnhaus, einmalig im Ort durch farbige Klinkergliederung, baugeschichtlich von Bedeutung. Eingeschossiger Klinkerbau auf verwinkeltem Grundriss, hohes Sockelgeschoss, Akzentuierung der weißen Klinkerfassade mit grünen und gelben Streifen, Dachausbau. | 08962546 |
| Direkt Bild zu diesem Denkmal hochladen | Seitengebäude und Scheune eines Dreiseithofes | Waldstraße 1 (Karte)              | Ende 18. Jh.                                    | Landschaftstypische Fachwerkbauten, baugeschichtlich und sozialgeschichtliche von Bedeutung, Seitengebäude mit zugesetzter Oberlaube (Seltenheitswert). Denkmaltext: Die zum Dreiseithof gehörenden Wirtschaftsgebäude zeichnen sich durch einen originalen Baubestand aus. Auch wenn z. B. das Erdgeschoss des Seitengebäudes durch Garageneinbauten im Erdgeschoss verändert wurde, ergibt sich der Denkmalwert des Hauses durch die wertvolle Fachwerkkonstruktion des Obergeschosses und das bauzeitliche Dach mit drei Gauben und Schieferdeckung. Der baugeschichtliche Wert des Hauses wird insbesondere begründet durch die heute zwar zugesetzte achtjochige Oberlaube, welche konstruktiv vollständig erhalten ist. Diese Bauform ist typisch für den Landschaftsraum, wird aber inzwischen seltener. Außerdem sind Oberlauben nur in bestimmten Gebieten Sachsens anzutreffen. Die eingeschossige Scheune mit hohem Satteldach beeindruckt durch eine alte und originale Fachwerkkonstruktion, lt. Inschrift 1809 erbaut. Die gut erhaltene Fachwerkkonstruktion begründet den baugeschichtlichen Wert des Hauses. Als typische Wirtschaftsgebäude ihrer Bauzeit, die durchaus noch heute die ländliche Wirtschaftsweise nacherleben lassen, erlangen beide Gebäude auch sozialgeschichtliche Bedeutung. (LFD/2011) Seitengebäude: Erdgeschoss massiv, Garagen, Obergeschoss vorkragend, Fachwerk, ehemals achtjochige Oberlaube, Dach Schiefer, Scheune: Fachwerk auf Steinsockel. | 08962543 |
| Direkt Bild zu diesem Denkmal hochladen | Ehemalige Ausflugsgaststätte | Waldstraße 10 (Karte)             | um 1900                                         | Ortsgeschichtlich von Bedeutung, im Wald gelegene Ausflugsgaststätte, Gründerzeitgebäude mit Fachwerkelementen. Zweigeschossig, Erdgeschoss massiv, Obergeschoss Fachwerk, Tür und Fenster mit Flachbogen, Dacherker in Fachwerk. | 08962542 |
| Direkt Bild zu diesem Denkmal hochladen | Wohn- und Geschäftshaus in offener Bebauung und in Ecklage | Weststraße 8 (Karte)              | Ende 19. Jh., später überformt                  | Straßenbildprägender Putzbau mit Fachwerkelementen, Anklänge an den frühen Heimatstil. Zweigeschossiger Putzbau mit Dachausbau, Ecktürmchen und Dachhechten, mit Zierfachwerk, saniert. | 08962558 |
| Direkt Bild zu diesem Denkmal hochladen | Mietshaus in Ecklage | Weststraße 10 (Karte)             | bez. 1898                                       | Baugeschichtlich und ortsgeschichtlich von Bedeutung, im Kontext mit der benachbarten Fabrik entstanden, gründerzeitlicher Klinkerbau. Dreigeschossiger Klinkerbau auf Sandsteinsockel, gelbe Lisenen und Ableitungsbögen, Zahnschnitt-Kranzgesims, bezeichnet 1898 im Schlussstein der Tür. | 08962557 |
| Direkt Bild zu diesem Denkmal hochladen | Fabrikgebäude (ehemalige Strumpffabrik) | Weststraße 14; 16; 16a (Karte)    | um 1870                                         | Ortsgeschichtlich von Bedeutung, gründerzeitlicher Klinkerbau. Zweigeschossiger Bau mit Flachdach, zwei Ziergiebel, die Fensterbögen mit Gusssteinen akzentuiert, Schlusssteine diamantiert, Gesims, im Obergeschoss Bänderung in gelbem Klinker, eiserner Zuganker auf den Lisenen. | 08962559 |
| Direkt Bild zu diesem Denkmal hochladen | Keller eines Wohnhauses (Wohnhaus 1998 abgebrochen) | Wiesenburger Straße 1 (Karte)     | Ende 17./Anfang 18. Jh. (Keller)                | Wohnhaus mit Hofgebäude abgebrochen, Kelleranlage erhalten, ortsentwicklungsgeschichtlich von Bedeutung. Wohnhaus in Ecklage zum Markt, Erdgeschoss massiv, Garage, Obergeschoss Fachwerk, verschiedene Bauphasen erkennbar, profiliertes Kranzgesims, Giebel Schiefer, Satteldach mit drei Gaupen. | 08962519 |
| Direkt Bild zu diesem Denkmal hochladen | Wohnhaus (mehrere Hausteile) in offener Bebauung | Wiesenburger Straße 3 (Karte)     | Ende 18. Jh.                                    | Baugeschichtlich und städtebaulich von Bedeutung, mit vorkragendem Fachwerk-Obergeschoss, die Schwelle mit zweifachen Schiffskehlen, Gebäude steht am Teil der zum Markt führenden Straße. Das Wohnhaus erstreckt sich über drei Grundstücke, ein Teil Erdgeschoss massiv, Garage, Obergeschoss Fachwerk, die Schwelle mit zweifachen Schiffskehlchen, Zweiriegeliges Fachwerk, Satteldach, saniert, der mittlere Teil massiv, der rechte Teil Fachwerk auf beiden Geschossen, im Erdgeschoss Garage. | 08962520 |
| Direkt Bild zu diesem Denkmal hochladen | Wohnhaus in offener Bebauung | Wiesenburger Straße 4 (Karte)     | 2. Hälfte 18. Jh.                               | Baugeschichtlich von Bedeutung, Fachwerkhaus, straßenbildprägend. Erdgeschoss massiv, altes Türblatt, Obergeschoss Fachwerk, in der Schwelle zweifache Schiffskehlchen. | 08962523 |
| Direkt Bild zu diesem Denkmal hochladen | Wohnhaus in offener Bebauung | Wiesenburger Straße 5 (Karte)     | 18. Jh.                                         | Baugeschichtlich von Bedeutung, mit Segmentbogenportal, eines der wenigen massiven Häuser der Straße. Zweigeschossig, verputzt, Steingewände, Türportal mit Schlussstein, profiliertes Kranzgesims, Mansardwalmdach. | 08962521 |
| Direkt Bild zu diesem Denkmal hochladen | Wohnhaus (Umgebindehaus) in offener Bebauung | Wiesenburger Straße 7 (Karte)     | 1630–1650                                       | Baugeschichtlich von großer Bedeutung, altertümliche Fachwerkbauweise (Kopfstreben, doppelte Andreaskreuze in Brüstungsfeldern), als Umgebindehaus in der Region Seltenheitswert. Denkmaltext: Zur ältesten Bebauung von Wildenfels gehörend. Zweigeschossiges Umgebindehaus, vermutlich in der 1. Hälfte des 17. Jahrhunderts errichtet, mit späterer giebelseitiger Erweiterung. Das Umgebinde im Erdgeschoss wies zwei mal zwei Joche auf. Alle Kopfstreben der Fachwerkkonstruktion sind geblattet, Die kräftige Schwelle wurde mit Schiffchenkehlung versehen, die geraden Andreaskreuze wurden paarweise in den unteren Gefachen im Obergeschoss sowie im Giebel angeordnet. Das Giebeldreieck ziert ein Rautenmotv. Der zweigeschossige giebelseitige Anbau weist im Erdgeschoss und Obergeschoss Fachwerk auf. Die schlichtere Ausbildung des Fachwerks deutet darauf hin, dass dieser Anbau möglicherweise im 18. oder auch 19. Jahrhundert angefügt wurde. Zum Ausgleich der großen Höhendifferenz errichtete man diesen auf einem hohen Bruchsteinsockel. Das Haus besticht durch seine hohe Authentizität und seinen wertvollen Baubestand, der durch die denkmalgerechte Sanierung um 1998/99 erhalten werden konnte. Die Seltenheit der Fachwerkkonstruktion, insbesondere der Umgebindekonstruktion in diesem Landschaftsraum, begründen den großen hausgeschichtlichen Wert des Gebäudes einschließlich seines nachträglichen Anbaus. (LFD/2011) Ein Teil der Bebauung Umgebindehaus (Umgebinde links 2/2 Joche), verblattet, kräftige Schwelle mit Schiffskehlchen, Obergeschoss Fachwerk mit geraden Andreaskreuzen, Kopfband, der zweite Teil Fachwerk in beiden Geschossen, auf hohem Bruchsteinsockel. | 08962522 |
| Direkt Bild zu diesem Denkmal hochladen | Wohnhaus in halboffener Bebauung | Wiesenburger Straße 10 (Karte)    | um 1800                                         | Baugeschichtlich von Bedeutung, Beispiel für die Fachwerkbauweise. Erdgeschoss massiv, Steingewände, Obergeschoss Fachwerk aufgebrettert, Giebel verkleidet, Satteldach, saniert. | 08962524 |
| Direkt Bild zu diesem Denkmal hochladen | Wohnhaus in ehemals halboffener Bebauung | Wiesenburger Straße 12 (Karte)    | um 1800                                         | Baugeschichtlich von Bedeutung, Beispiel für die Fachwerkbauweise. Erdgeschoss massiv, Winterfenster, Obergeschoss eine Seite Fachwerk, originale Fenstergrößen, Giebel massiv, oberer Teil verschiefert. | 08962525 |
| Direkt Bild zu diesem Denkmal hochladen | Ehemalige Mühle, mit Seitengebäude (Wohnstallhaus), Scheune, Einfriedung und Toreinfahrt (Wohnhaus 2009 abgebrochen) | Wiesenburger Straße 13 (Karte)    | um 1800                                         | Baugeschichtlich und ortsgeschichtlich von Bedeutung, Fachwerkbauten. Scheune: Fachwerk, teils verblattet, zwei große Tore, Wohnhaus (Abbruch 2009): Erdgeschoss massiv, Steingewände, Stichbogenportal mit Schlussstein, bezeichnet 1865 im Schlussstein, Winterfenster, Obergeschoss Fachwerk, Giebel verkleidet, Wohnstallhaus: Erdgeschoss Bruchsteine, verputzt, profiliertes Steingewände, Türportal mit Schlussstein, Obergeschoss Fachwerk, Ladeluke, Backhaus, Torpfeiler mit Sandsteinkugelbekrönung. Einer der wenigen Bauernhöfe im Ort. | 08962527 |
| Direkt Bild zu diesem Denkmal hochladen | Teil eines Wohnhauses, in halboffener Bebauung | Wiesenburger Straße 18 (Karte)    | 1. Hälfte 19. Jh.                               | Baugeschichtlich von Bedeutung, gutes Beispiel für die Fachwerkbauweise. Erdgeschoss massiv, Obergeschoss Fachwerk, Giebeldreieck verbrettert, Baudenkmal ohne den Anbau. | 08962526 |
| Direkt Bild zu diesem Denkmal hochladen | Wohnmühlenhaus und angebautes Nebengebäude sowie weiteres Nebengebäude eines Mühlenanwesens | Wiesenburger Straße 32 (Karte)    | 18. Jh. (Mühlenwohnhaus)                        | Ortsgeschichtlich von Bedeutung, mit Fachwerk-Obergeschoss. Wohnmühlenhaus: auf Hakengrundriss, Erdgeschoss massiv, Steingewände, Obergeschoss Fachwerk verputzt, Giebeldreieck Schiefer, Nebengebäude: massiv, Steingewände. | 08962528 |
| Direkt Bild zu diesem Denkmal hochladen | Wohnhaus in offener Bebauung | Zwickauer Straße 56 (Karte)       | bez. 1894                                       | Straßenbildprägender Gründerzeitgebäude in Ziegelbauweise, baugeschichtlich von Bedeutung. Zweigeschossiger Klinkerbau mit flachem Mittelrisalit, sechs zu vier Achsen, Gussgewände, im Obergeschoss mit geraden Bedachungen, beim Mittelrisalit Dreiecksgiebel. | 08962560 |
| Direkt Bild zu diesem Denkmal hochladen | Wohnstallhaus, Scheune und Stallscheune eines Dreiseithofes | Zwickauer Straße 63 (Karte)       | 1889 laut Auskunft                              | Wirtschaftsgebäude in Fachwerkbauweise, baugeschichtlich und wirtschaftsgeschichtlich von Bedeutung, Teil der ländlich geprägten Ortsstruktur. Wohnstallhaus. Zweigeschossig, massiv, im Obergeschoss profilierte Steingewände, Kranzgesims, straßenseitig profiliertes Gurtgesims, teils veränderte Fenster, Scheune: Fachwerk mit Drempel, böhmisch verbrettertes Tor, Stallscheune: Erdgeschoss massiv, Obergeschoss Fachwerk, die Außenseiten Schiefer. | 08962563 |
| Direkt Bild zu diesem Denkmal hochladen | Villa mit Garten | Zwickauer Straße 64 (Karte)       | um 1905/1910                                    | Baugeschichtlich von Bedeutung, als Villa im Ort Seltenheitswert, Putzbau mit vielgliedrige Dachgestaltung, im Reformstil der Zeit um 1910. Zweigeschossiger Putzbau auf unregelmäßigem Grundriss, Steinsockel, rundes Treppenhaus mit originaler Tür, vielgliedrige Dachgestaltung, Krüppelmansarddach, zwei Ecktürmchen. | 08962562 |

## Härtensdorf
| Bild                                    | Bezeichnung | Lage                               | Datierung                    | Beschreibung | ID       |
| --------------------------------------- | --- | ---------------------------------- | ---------------------------- | --- | -------- |
| Direkt Bild zu diesem Denkmal hochladen | Gasthof mit Saalanbau | Arno-Schmidt-Straße 8 (Karte)      | Ende 18. Jh.                 | Ortsgeschichtlich von Bedeutung, mit Fachwerk-Obergeschoss. Erdgeschoss massiv, Obergeschoss drei Seiten Fachwerk, teils massiv ausgesetzt, Giebel verkleidet, Saal: rückwärtig angebaut, massiv, hohe Rundbogenfenster, Drempel, Walmdach Schiefer. | 08962577 |
| Direkt Bild zu diesem Denkmal hochladen | Wohnhaus | Arno-Schmidt-Straße 10 (Karte)     | Ende 18. Jh.                 | Ländliches Fachwerk-Wohnhaus, Beispiel für die ältere Holzbauweise, baugeschichtlich von Bedeutung. Erdgeschoss massiv, Steingewände, Obergeschoss rundum Fachwerk, teils verputzt, teils verbrettert, sehr hoch sitzende Fenster. | 08962578 |
| Direkt Bild zu diesem Denkmal hochladen | Pumpenhaus des Wasserwerks Reinsdorf | Freitagstraße (Karte)              | bez. 1919–1920               | Bau- und technikgeschichtlich von Bedeutung. Lage: nahe der neugebauten S286 (= Freitagstraße in Reinsdorf). | 08960552 |
| Weitere Bilder                          | Denkmal für die Gefallenen des Ersten Weltkrieges | Karl-Marx-Straße (Karte)           | nach 1918 (Kriegerdenkmal)   | Ortsgeschichtlich von Bedeutung. Tafel mit Namen der Gefallenen in kleiner stufenförmiger Anlage, Granitmauer. | 08962583 |
| Direkt Bild zu diesem Denkmal hochladen | Wohnhaus mit frei stehendem Backhaus | Karl-Marx-Straße 16 (Karte)        | Mitte 19. Jh.                | Ländliches Fachwerk-Wohnhaus, gute Originalsubstanz, baugeschichtlich von Bedeutung. Erdgeschoss Bruchstein, verputzt, Steingewände, Obergeschoss Fachwerk, verkleidet, Krüppelwalmdach Schiefer. | 08962564 |
| Direkt Bild zu diesem Denkmal hochladen | Seitengebäude eines Vierseithofes | Karl-Marx-Straße 18 (Karte)        | Mitte 19. Jh.                | Fachwerk-Stallscheune, ortsbildprägend durch erhöhte Lage. Erdgeschoss massiv, Garage, Obergeschoss rundum Fachwerk, Hofseite verbrettert, Lastenaufzug am Giebel. | 08962565 |
| Direkt Bild zu diesem Denkmal hochladen | Wohnhaus und Scheune eines Vierseithofes | Karl-Marx-Straße 22 (Karte)        | bez. 1906                    | Baugeschichtlich von Bedeutung, Wohnhaus gründerzeitlicher Ziegelsteinbau, Scheune in Fachwerkbauweise, Teil der alten Ortsstruktur. Wohnhaus: großer Klinkerbau mit grüner Bänderung, Fenstersturz aus Gussstein, mit Vorhangbogen, Krüppelwalmdach, bezeichnet 1906 am Türsturz, saniert, Scheune: drei segmentbogige Einfahrten, Obergeschoss Fachwerk. | 08962579 |
| Direkt Bild zu diesem Denkmal hochladen | Scheune und Stallscheune eines Dreiseithofes | Karl-Marx-Straße 27 (Karte)        | 1926                         | Fachwerkbauten, heimatgeschichtlicher Wert. Stallscheune: Erdgeschoss Bruchsteine, verputzt, Steingewände, Obergeschoss Fachwerk, Ladeluke, Krüppelwalmdach, Scheune: massives, niedriges Erdgeschoss, Obergeschoss Fachwerk, verbrettert. | 08962581 |
| Direkt Bild zu diesem Denkmal hochladen | Wohnstallhaus und Seitengebäude eines Hakenhofes | Karl-Marx-Straße 34 (Karte)        | Ende 18. Jh.                 | Baugeschichtlich von Bedeutung, gutes Beispiel für die Holzbauweise. Wohnstallhaus: Erdgeschoss massiv, Steingewände, Obergeschoss Fachwerk, Schwelle abgefast, drei Dachgaupen, Nebengebäude: Erdgeschoss massiv, Obergeschoss Fachwerk, Giebel verbrettert, Ladeluken. | 08962580 |
| Direkt Bild zu diesem Denkmal hochladen | Wohnstallhaus, zwei Seitengebäude und Scheune eines Vierseithofes | Karl-Marx-Straße 40 (Karte)        | bez. 1856                    | Baugeschichtlich und wirtschaftsgeschichtlich von Bedeutung, stattlicher Vierseithof von großer Geschlossenheit, Massivbauten des 19. Jh., Seitengebäude mit Kumthalle, wichtiger Teil der Ortsstruktur. Wohnhaus: massiv, zweigeschossig, verputzt, Porphyrgewände, Zahnschnittkranzgesims (bei allen Gebäuden), Stallscheune mit Durchfahrt: Bruchsteine, im Drempel Zwillingsfenster, Scheune: Backstein, verputzt, flachbogige Tore, Schlitzfenster, Stallscheune: massiv, zweijochige Kumthalle auf Säule. | 08962582 |
| Direkt Bild zu diesem Denkmal hochladen | Häuslerhaus | Karl-Marx-Straße 46 (Karte)        | um 1800                      | Fachwerk-Häuslerei, baugeschichtlich und sozialgeschichtlich von Bedeutung, Teil des Ortskerns. Erdgeschoss massiv, an der Giebelseite im Erdgeschoss Fachwerk, Obergeschoss Fachwerk mit kräftiger Schwelle, strebenreiches Fachwerk, Giebeldreieck Schiefer. | 08962574 |
| Direkt Bild zu diesem Denkmal hochladen | Pfarrhaus | Karl-Marx-Straße 49 (Karte)        | bez. 1901                    | Ortsgeschichtlich von Bedeutung, gründerzeitlicher Ziegelsteinbau. Klinkerbau auf Porphyrsockel, flacher Risalit mit Giebel, Fenstersturz aus Gussstein, Ableitungsbögen und Eckgliederung aus glasiertem Klinker, am Giebel Zierbalken. | 08962584 |
| Direkt Bild zu diesem Denkmal hochladen | Scheune eines Vierseithofes | Karl-Marx-Straße 51 (Karte)        | Ende 18. Jh.                 | Fachwerk-Scheune mit V-Streben, wissenschaftlich-dokumentarischer Wert. Fachwerk, teils ausgemauert, Giebeldreieck verbrettert. | 08962573 |
| Direkt Bild zu diesem Denkmal hochladen | Häuslerhaus | Karl-Marx-Straße 53 (Karte)        | um 1800                      | Fachwerk-Häuslerei, baugeschichtlich und sozialgeschichtlich von Bedeutung, ortsbildprägend. Erdgeschoss massiv, verputzt, Obergeschoss Fachwerk, Giebel massiv, Giebeldreieck verkleidet. | 08962572 |
| Direkt Bild zu diesem Denkmal hochladen | Wohnhaus eines Bauernhofes | Karl-Marx-Straße 56 (Karte)        | 2. Hälfte 18. Jh.            | Baugeschichtlich von Bedeutung, gutes Beispiel für die Holzbauweise. Erdgeschoss massiv, verändert, Obergeschoss rundum Fachwerk, recht strebenreich, Giebeldreieck und Dach Schiefer. | 08962576 |
| Direkt Bild zu diesem Denkmal hochladen | Wohnstallhaus eines Zweiseithofes | Karl-Marx-Straße 57 (Karte)        | um 1800                      | Fachwerk-Wohnstallhaus, baugeschichtlich von Bedeutung, Teil der alten Ortsstruktur. Erdgeschoss massiv, Porphyrgewände, Obergeschoss Fachwerk, rundum Schiefer, originale Fenstergrößen. | 08962597 |
| Direkt Bild zu diesem Denkmal hochladen | Wohnstallhaus, Stallscheune und Torbogen eines Dreiseithofes | Karl-Marx-Straße 58 (Karte)        | bez. 1908                    | Stattliches Wohnstallhaus der Gründerzeit in Ziegelbauweise, Seitengebäude strebenreiches Fachwerk, heimatgeschichtlich von Wert. Wohnstallhaus: zweigeschossiger Ziegelbau mit Gussgewänden, Vorhangbogen, Kranzgesims, straßenseitig flacher Mittelrisalit mit Zwerchhaus, Nebengebäude: Erdgeschoss massiv, Obergeschoss strebenreiches Fachwerk, unter Verwendung älterer Balken, die Außenseiten verschiefert. | 08962585 |
| Direkt Bild zu diesem Denkmal hochladen | Wohnhaus | Karl-Marx-Straße 59 (Karte)        | um 1800                      | Fachwerkhaus, baugeschichtlich und sozialgeschichtlich von Bedeutung, mit Fachwerk-Obergeschoss, Bestandteil des Ortskerns. Erdgeschoss und Giebel massiv, Steingewände, Obergeschoss Fachwerk, verkleidet, Frackdach, drei Dachgaupen. | 08962596 |
| Direkt Bild zu diesem Denkmal hochladen | Wohnstallhaus, Scheune, Stallscheune und Seitengebäude eines Vierseithofes | Karl-Marx-Straße 64 (Karte)        | bez. 1868                    | Baugeschichtlich von Bedeutung, überwiegend Fachwerkbauten, Teil der alten Ortsstruktur. Wohnstallhaus: massiv, profilierter Türsturz, bezeichnet 1868 am Türsturz, Gurtgesims, im Obergeschoss ein Fenster zugesetzt, Drempel, Scheune: drei Seiten Ziegel, Hofseite Fachwerk mit Drempel, Stallscheune: Erdgeschoss massiv, Obergeschoss preußisches Fachwerk, Ladeluke, Einfahrt, Nebengebäude: massiv, Obergeschoss preußisches Fachwerk, ohne den Anbau, Hof insgesamt vernachlässigt. | 08962586 |
| Direkt Bild zu diesem Denkmal hochladen | Wohnstallhaus, Scheune und Stallscheune eines Dreiseithofes | Karl-Marx-Straße 66 (Karte)        | Anfang 18. Jh.               | Gut erhaltenes Fachwerk-Gehöft, baugeschichtlich von Bedeutung. Wohnstallhaus: Erdgeschoss massiv, Obergeschoss Fachwerk, verbrettert, Außenseiten Schiefer, Dach ebenso, Scheune: Feldsteinsockel, sonst Fachwerk mit gekreuzten Streben, Einfahrt, Stallscheune: strebenreiches Fachwerk über massivem Erdgeschoss, kräftige Schwelle, Schiebefenster. | 08962587 |
| Direkt Bild zu diesem Denkmal hochladen | Stallscheune, Scheune und Seitengebäude eines Vierseithofes | Karl-Marx-Straße 70 (Karte)        | Ende 19. Jh.                 | Landschaftstypische Fachwerkbauten, baugeschichtlich von Bedeutung. Scheune: Fachwerk mit Drempel, Dach Schiefer, flache Dachneigung, saniert, Stallscheune: Erdgeschoss massiv, Garage, Obergeschoss Fachwerk, Giebel verkleidet, saniert, Ausgedinge: Erdgeschoss massiv, Obergeschoss Fachwerk mit kräftiger Schwelle, Giebel verkleidet, Fledermausgaupe. | 08962588 |
| Direkt Bild zu diesem Denkmal hochladen | Scheune und Stallscheune eines Vierseithofes | Karl-Marx-Straße 76 (Karte)        | Mitte 19. Jh. (Stallscheune) | Beispiel für die Holzbauweise, baugeschichtlich von Bedeutung. Scheune: Erdgeschoss massiv, Obergeschoss Fachwerk, Giebel verkleidet, Einfahrt, Dach Schiefer, Stallscheune: Erdgeschoss massiv, Obergeschoss Fachwerk, Krüppelwalmdach, im Obergeschoss Gesindewohnung, Dach Schiefer. | 08962590 |
| Direkt Bild zu diesem Denkmal hochladen | Wohnhaus, Scheune, Stallscheune, Seitengebäude und Torbogen eines Vierseithofes | Karl-Marx-Straße 97 (Karte)        | 1890 laut Auskunft           | Stattlicher Vierseithof, überwiegend Fachwerkbauten, baugeschichtlich von Bedeutung, Stallscheune im älteren Scheunenteil mit gekreuzten Streben von Seltenheitswert. Wohnhaus: massiver, zweigeschossiger Bau, profilierte Fensterbänke, profiliertes Kranzgesims, Stallscheune: teils massiv, Obergeschoss Fachwerk, im älteren Scheunenteil gekreuzte Streben (verblattet), Dachüberstand, Scheune: ganz Fachwerk mit Drempel, Giebeldreieck verschiefert, Nebengebäude: Erdgeschoss massiv, verändert, Obergeschoss kräftiges Fachwerk, Ladeluken. | 08962589 |
| Direkt Bild zu diesem Denkmal hochladen | Scheune und Stallscheune eines Dreiseithofes | Karl-Marx-Straße 99 (Karte)        | 2. Hälfte 18. Jh.            | Gutes Beispiel für die Holzbauweise, baugeschichtlich von Bedeutung. Stallscheune: Erdgeschoss massiv, Obergeschoss Fachwerk, alter Baukörper, originale Fenster, Giebeldreieck verbrettert, Scheune: Fachwerk, teils massiv (Giebel), kleine rundbogige Tür. | 08962592 |
| Direkt Bild zu diesem Denkmal hochladen | Stallscheune und Seitengebäude eines Vierseithofes | Karl-Marx-Straße 103 (Karte)       | Mitte 19. Jh. (Stallscheune) | Heimatgeschichtlicher Wert, in Fachwerkbauweise. Stallscheune: Erdgeschoss massiv, Obergeschoss Fachwerk, Hofseite verbrettert, Giebel Schiefer, Lastenaufzug, Nebengebäude: an die Stallscheune angebaut, preußisches Fachwerk, teils massiv. | 08962591 |
| Direkt Bild zu diesem Denkmal hochladen | Wohnstallhaus, Scheune und zwei Seitengebäude eines Vierseithofes | Karl-Marx-Straße 103a; 105 (Karte) | 2. Hälfte 18. Jh.            | Ortsbildprägende Fachwerkbauten, Wohnhaus und ein Seitengebäude mit strebenreichem Fachwerk, baugeschichtlich von Bedeutung. Wohnstallhaus: Erdgeschoss massiv, Obergeschoss sehr strebenreiches Fachwerk, kräftige Schwelle, Dach Schiefer, Durchfahrtsscheune: Erdgeschoss massiv, Obergeschoss Fachwerk ebenso strebenreich wie beim Wohnstallhaus, zum Teil vorkragend, drei Fledermausgaupen, Scheune: Fachwerk mit Drempel, die Giebel massiv, Nebengebäude: Erdgeschoss und drei Seiten des Obergeschosses massiv, Hofseite Fachwerk, verbrettert, Lastenaufzug. | 08962593 |
| Direkt Bild zu diesem Denkmal hochladen | Gaststätte | Ortsliste 92 (Karte)               | um 1910/1920                 | Ortsgeschichtlich von Bedeutung, im Heimatstil gestaltet. Breitgelagerter Baukörper, Erdgeschoss massiv, großes ausgebautes Mansardkrüppelwalmdach, hölzerner Eingangsvorbau, Porphyrgewände. | 08962598 |
| Direkt Bild zu diesem Denkmal hochladen | Häuslerhaus | Otto-Nuschke-Straße 2 (Karte)      | Anfang 19. Jh.               | Fachwerk-Häuslerei, baugeschichtlich und sozialgeschichtlich von Bedeutung, Bestandteil des Ortskerns. Erdgeschoss massiv, Obergeschoss Fachwerk, Giebel verkleidet, Dach Schiefer. | 08962595 |
| Weitere Bilder                          | Einzeldenkmal der Sachgesamtheit Kirche zu den drei Marien zu Härtensdorf und Kirchhof: Kirche mit Ausstattung (siehe auch Obj. 09299886)                                                                   | Schulplatz (Karte)                 | 1509–1510                    | Städtebaulich, bau- und kunstgeschichtlich von Bedeutung. (Altar von Peter Breuer 1509/1510) Trutzige Chorturmkirche, verputzter Bruchsteinbau, der Chorturm mit geknicktem Zeltdach, im Innern flache Stuckdecke mit ovalem Deckenbild, 1704, Triumphbogen zum kreuzgratgewölbten Chor, dort Schnitzaltar von Peter Breuer, 1509/1510, im Schrein Anna Selbdritt, auf den Flügeln Maria Kleophas und Maria Salome, Kanzel mit Doppelsäulen zwischen Blendbögen, Ende 17. Jh., Sandsteintaufe mit sechsseitiger Kuppa, darin Reliefs, um 1500, großes spätgotisches Kruzifix am Triumphbogen, an der nördlichen Chorwand zwei Sandsteingrabdenkmäler von Wildenfelser Herren (gest. 1558 und 1602), gotische Sakramentsnische an dem Logenaufgang. Kreutzbach-Orgel von 1846 original erhalten. | 08962570 |
| Weitere Bilder                          | Sachgesamtheit Kirche zu den drei Marien zu Härtensdorf und Kirchhof, mit folgendem Einzeldenkmal: Kirche mit Ausstattung (siehe Obj. 08962570) sowie Kirchhof mit Einfriedungsmauer (Sachgesamtheitsteile) | Schulplatz (Karte)                 | um 1150                      | Ortsgeschichtlich und städtebaulich von Bedeutung. Bruchsteinmauer mit Bedachung (Schiefer). | 09299886 |
| Weitere Bilder                          | Schule | Schulplatz 4 (Karte)               | um 1900                      | Ortsgeschichtlich von Bedeutung, Gründerzeitgebäude, Ensemble mit der Kirche. Stattlicher zweigeschossiger Bau mit gegiebeltem Mittelrisalit, im Erdgeschoss Putzgliederung, Gurtgesims, Giebelbekrönung mit kleinem Obelisk und Kugeln, Dach Schiefer. | 08962571 |

## Schönau
| Bild                                    | Bezeichnung | Lage                                        | Datierung                   | Beschreibung | ID       |
| --------------------------------------- | --- | ------------------------------------------- | --------------------------- | --- | -------- |
| Direkt Bild zu diesem Denkmal hochladen | Kirche mit Ausstattung, Kirchhof mit Einfriedungsmauer, Grabmal Blätterlein, Grabmal Graubner und Denkmal für die Gefallenen des Ersten Weltkrieges vor dem Kirchhof | Dorfplatz (Karte)                           | im Kern 12. Jh., Umbau 1885 | Im Kern romanische Saalkirche, im 19. Jh. neoromanisch umgebaut, ein Teil des Kirchhofs ursprünglich Anstaltsfriedhof vom Schloss Wiesenburg, baugeschichtlich, ortsgeschichtlich und ortsbildprägend von Bedeutung. Im Inneren Schnitzfiguren aus Altar von Peter Breuer, Taufstein, zwei Kruzifixe, am Außenbau mehrere barocke Grabmale, Schnitzfig. P. Breuer 1506, Taufstein um 1800, Kruzifixe spätgot. und 17. Jh., Kirche querrechteck. WTurm, gleichbreites Schiff, vermutl. roman. Ursprungs, O. Teile durch Anbauten erweitert, Obelisk Kriegerdenkmal, Grabmal Graubner: Säule mit Schaft und Basis, Bodendenkmal Ringwall. | 09245256 |
| Direkt Bild zu diesem Denkmal hochladen | Alte Kirchschule | Dorfplatz 8 (Karte)                         | um 1850                     | Klassizistisch, kubisch mit flachem Satteldach, baugeschichtlich und ortsgeschichtlich von Bedeutung. Massiv, Türportal, Fenstergewände, Haustür, Fassadengliederung original, Rundbogenfries am Traufgesims, Satteldach, zweigeschossig, drei Achsen und fünf Achsen. | 09245255 |
| Direkt Bild zu diesem Denkmal hochladen | Wohnstallhaus eines ehemaligen Vorwerks | Gewerbepark 6 (Karte)                       | 18. Jh., später überformt   | Obergeschoss Fachwerk, angebauter Wirtschaftsteil mit seltener Oberlaube, gehörte zum Rittergut Wiesenburg, baugeschichtlich und ortsgeschichtlich von Bedeutung. Dachstuhl mit Hängesäulen, geblattete Holzverbindungen, zwei stehende Stühle mit Unterzug, Hahnebalken, vermutl. mehrere Bauphasen, Wohnteil mit angebautem Wirtschaftsteil, angebauter Wirtschaftsteil mit Oberlaube, Erdgeschoss mit Stall, dort Holzständer mit geblatteten Kopfbändern, stehen auf steinernen Basen, Oberlaube zugesetzt, verschiedene Bauveränderungen. | 09245261 |
| Direkt Bild zu diesem Denkmal hochladen | Wohnstallhaus eines Bauernhofes | Muldenweg 1 (Karte)                         | 1. Hälfte 17. Jh.           | Als eines der ältesten bäuerlichen Wohngebäude des Ortes von großer hausgeschichtlicher Bedeutung, Fachwerkkonstruktion mit Andreaskreuzen, baugeschichtlicher Wert. Zweigeschossiges Gebäude mit Bruchsteinmauerwerk im Erdgeschoss und Fachwerkkonstruktion im Obergeschoss, diese mit geraden Andreaskreuzen – pro Gefach ein Kreuz bzw. zwei Kreuze, das gesamte Gebäude ist verputzt. Das Gebäude gehört zu einem geschlossen erhaltenen Bauernhof. Seine Lage und die Ausbildung des Hofes deuten darauf hin, dass dieser Hof evtl. ursprünglich ein Gasthof (Ausspanne) gewesen sein könnte. Hier besteht noch Forschungsbedarf. | 09302411 |
| Direkt Bild zu diesem Denkmal hochladen | Wohnstallhaus eines Bauernhofes | Muldenweg 3 (Karte)                         | um 1750                     | Strebenreiches Fachwerk-Obergeschoss, wichtig für Ortsbild, baugeschichtlich von Bedeutung. Fachwerk-Obergeschoss, Erdgeschoss massiv um 1800, liegender Dachstuhl, Fachwerk-Obergeschoss, gezapfte Holzverbindungen, Schwelle am Giebel mit leichter Fasung, Giebel mit Wetterschräge, verbrettert, Satteldach, giebelseitiger Anbau, wichtig für Ortsbild, ein Giebel baulich stark überformt. | 09245259 |
| Direkt Bild zu diesem Denkmal hochladen | Mühle | Siedlung 1 (Karte)                          | um 1820                     | Mit Fachwerk-Obergeschoss, schöne Haustür mit geschnitztem Rankenornament, baugeschichtlich und ortsgeschichtlich von Bedeutung. Fachwerk-Obergeschoss, Eckstreben, breit ausgebildete Schwelle, Erdgeschoss massiv, hölzerne Tür- und Fensterstöcke, schöne Haustür mit geschnitztem Rankenornament, Satteldach, erneuert, im Traufbereich Anbau und teilw. Obergeschoss massiv. | 09245260 |
| Direkt Bild zu diesem Denkmal hochladen | Wohnhaus mit Schmiede | Wildenfelser Straße 7 (Karte)               | um 1750                     | Altertümlicher Fachwerkbau mit vorkragender Schwelle, baugeschichtlich und ortsgeschichtlich von Bedeutung. Urspr. auch Gasthof lt. mündlicher Auskunft, zurückgehend auf Zeit um 1700, Türstock datiert 1842 o. 1847 und Initiale, Fachwerk-Obergeschoss, Schwelle leicht vorkragend, kielbogenartiger Fase, einige zu große Fenster, Erdgeschoss massiv, heute Schmiede, giebelseitiger Fachwerkanbau, Holztor, Schuppen, Blattsassen am Rähm, evtl. Hinweis auf Umgebinde, Giebeldreieck verbrettert, Wetterschräge, Satteldach. | 09245253 |
| Direkt Bild zu diesem Denkmal hochladen | Seitengebäude eines ehemaligen Dreiseithofes | Wildenfelser Straße 24 (Karte)              | um 1750                     | Strebenreiches Fachwerk-Obergeschoss, baugeschichtlich von Bedeutung. Satteldach, Fachwerk-Obergeschoss, Erdgeschoss verändert, Ständer der ehemaligen Remise zum Teil erhalten, Giebel verkleidet, Fachwerk-Obergeschoss strebenreich, gezapfte Holzverbindungen. | 09245262 |
| Direkt Bild zu diesem Denkmal hochladen | Wohnstallhaus, Scheune und Seitengebäude eines Vierseithofes | Wildenfelser Straße 32 (Karte)              | um 1720 (Wohnstallhaus)     | Ortsbildprägende Fachwerkbauten, baugeschichtlich von Bedeutung. Wohnstallhaus: Satteldach, Erdgeschoss massiv unterfahren und entstellt, zu große Fenster im Obergeschoss, Fachwerk-Obergeschoss mit K-Streben an Ecken, regelmäßig gegliedertes Fachwerk, Stallgebäude: massiv unterfahren, entstellt, Fachwerk-Obergeschoss mit Tür im Obergeschoss, um 1800, Satteldach, Scheune: Fachwerk, um 1800 oder kurz davor. | 09245227 |
| Direkt Bild zu diesem Denkmal hochladen | Wohnstallhaus (Umgebindehaus), Seitengebäude und Scheune eines Vierseithofes                                                                                         | Wildenfelser Straße 34 (Karte)              | bez. 1788 (Wohnstallhaus)   | Wohnhaus ein für die Region seltenes Umgebindehaus, Wirtschaftsbauten in Fachwerkbauweise, baugeschichtlich und heimatgeschichtlich von Bedeutung. Wohnstallhaus: Umgebindehaus, datiert 1788 im Dachgeschoss, Säulen des Umgebindes auf Steinsockeln umlaufend, Spannriegel mit Kielbögen verziert, gezapfte Holzverbindungen, regelmäßig gegliedertes Fachwerk, Krüppelwalmdach,Türbereich und Stallbereich verändert durch Garageneinbau, Scheune: 1788, starke Schäden am Dach, evtl. einsturzgefährdet, Fachwerk, holzverschalt, an Holzbalken auf Tenne datiert, Abbundzeichen: sowohl dreieckige als auch römische Marken gekoppelt, Torhaus: 2. Hälfte 18. Jh., -dach abgebaut, durch Notdach ersetzt, Fachwerk auch im Erdgeschoss, Tür im Obergeschoss, guter Erhaltungszustand. | 09245230 |
| Direkt Bild zu diesem Denkmal hochladen | Wohnhaus | Wildenfelser Straße 42 (Karte)              | bez. 1818                   | Verputztes Fachwerkhaus mit barockem Segmentbogenportal, baugeschichtlich von Bedeutung. Am Türstock datiert, wichtig für Ortsbild, Stichbogenportal mit originaler Haustür, Erdgeschoss massiv, originale Fenstergewände, Fachwerk-Obergeschoss verputzt, alle drei Gebäude (Nummer 42, 44 und 46) zum Teil leer stehend, an Hang gebaut, dadurch und durch Bauvernachlässigung schlechter Zustand. | 09245233 |
| Direkt Bild zu diesem Denkmal hochladen | Häuslerhaus mit Schuppen | Wildenfelser Straße 48 (Karte)              | um 1720                     | Fachwerk-Häuslerei, baugeschichtlich und sozialgeschichtlich von Bedeutung. Erdgeschoss massiv unterfahren, Krüppelwalmdach, Giebeldreieck verbrettert, Schuppen: schlichte Gestaltung, verbretterter Giebel, Satteldach. | 09245235 |
| Direkt Bild zu diesem Denkmal hochladen | Wohnstallhaus und Seitengebäude eines Vierseithofes | Wildenfelser Straße 50 (Karte)              | 2. Hälfte 18. Jh.           | Fachwerkbauten, baugeschichtlich von Bedeutung. Wohnhaus: Krüppelwalmdach, Erdgeschoss massiv, zu große Fenster, vernachlässigt, Seitengebäude: urspr. mit Remisen, Blattsassen im Rähm lassen erkennen, das Erdgeschoss urspr. Fachwerk war, heute Erdgeschoss massiv, Tür im Obergeschoss, Satteldach, originale Schiebefenster, Giebeldreieck verbrettert, Erdgeschoss Bruchstein. | 09245238 |
| Direkt Bild zu diesem Denkmal hochladen | Zwei Seitengebäude eines Vierseithofes | Wildenfelser Straße 59 (Karte)              | bez. 1752 (Torhaus)         | Ein Seitengebäude als Torhaus ausgebildet, strebenreiche Fachwerkkonstruktion, baugeschichtlich von Bedeutung. 1. Seitengeb.: Torhaus mit Tordurchfahrt, datiert 1752, Scherenkopfbänder geblattet bzw. gezapft, Streben im Obergeschoss zahlreich, Erdgeschoss massiv unterfahren, 2. Seitengeb.: Türen im Obergeschoss, gleiche Bauart, gleiche Bauzeit, Satteldach, Erdgeschoss entstellt. | 09245229 |
| Direkt Bild zu diesem Denkmal hochladen | Brücke über den Schönauer Bach | Wildenfelser Straße 59 (bei) (Karte)        | 1855                        | Steinbogenbrücke zu einem Bauernhof, baugeschichtlich und ortsbildprägend von Bedeutung. am Schlussstein datiert und Initiale. | 09245228 |
| Direkt Bild zu diesem Denkmal hochladen | Wohnstallhaus und zwei Seitengebäude eines ehemaligen Vierseithofes                                                                                                  | Wildenfelser Straße 62 (Karte)              | um 1750, Umbau bez. 1853    | Gut erhaltenes Ensemble ländlicher Wohn- und Wirtschaftsgebäude in Fachwerkbauweise, ortsbildprägend, baugeschichtlich und wirtschaftsgeschichtlich von Bedeutung. Wohnhaus: um 1750, am Türstock datiert 1853, Zeitpunkt des Unterfahrens, Erdgeschoss massiv, Fachwerk-Obergeschoss, strebenreich, Betonung Schwelle, Krüppelwalmdach, Scheune: Fachwerk-Drempel, um 1800, Drempel nachträglich, Satteldach, schadhaft, Scheune vor 2010 abgebrochen, 1. Seitengebäude: Tordurchfahrt, Fachwerk-Obergeschoss, Erdgeschoss massiv, Satteldach, 1798, im großen Seitengebäude waren urspr. sechs offene Remisen 2. Seitengebäude: schöne Schiebefenster, Erdgeschoss massiv, Fachwerk-Obergeschoss, Remisen mit Resten der Scherenkopfbändern, Blattsassen, strebenreich, Tür im Obergeschoss, Satteldach, um 1750. | 09245249 |
| Direkt Bild zu diesem Denkmal hochladen | Brücke über den Schönauer Bach | Wildenfelser Straße 71 (bei) (Karte)        | 19. Jh.                     | Steinbogenbrücke zum Bauernhof, baugeschichtlich und ortsbildprägend von Bedeutung. | 09245234 |
| Direkt Bild zu diesem Denkmal hochladen | Wohnstallhaus eines ehemaligen Vierseithofes | Wildenfelser Straße 73 (Karte)              | bez. 1753, Umbau bez. 1854  | Fachwerk-Obergeschoss mit Lebensbaummotiv, Seltenheitswert, baugeschichtlich von Bedeutung. Am Türstock datiert 1854, am Giebeldreieck datiert 1753, Fachwerk-Obergeschoss original, gut erhalten, im Giebel zwei zu große Fenster, Lebensbaummotiv, liegender Dachstuhl, gezapfte Holzverbindung, Erdgeschoss massiv, originale Fenster- und Türgewände, im Gut gab es urspr. Seitengebäude mit Oberlaube, heute nicht mehr vorhanden, Wohnhaus: Satteldach, Schwelle und Rähm bilden Einheit. | 09245236 |
| Direkt Bild zu diesem Denkmal hochladen | Wohnhaus, ehemalige Bäckerei | Wildenfelser Straße 75 (Karte)              | vor 1800                    | Fachwerkhaus, ortsgeschichtlich und baugeschichtlich von Bedeutung. Fachwerk-Obergeschoss, 1 Giebel massiv und Erdgeschoss, Garageneinbau, Obergeschoss komplett erhalten, Giebeldreieck verschiefert, Satteldach. | 09245237 |
| Direkt Bild zu diesem Denkmal hochladen | Wohnhaus, Scheune, Seitengebäude und Einfriedung eines Vierseithofes                                                                                                 | Wildenfelser Straße 89 (Karte)              | um 1880                     | Wirtschaftsgebäude in Fachwerkbauweise, baugeschichtlich von Bedeutung. Scheune: 1813, Fachwerk, Satteldach, komplett erhalten, Seitengebäude: Stall, Heuaufzug, Fachwerk-Obergeschoss, Erdgeschoss massiv unterfahren, zwischen Rähm und Schwelle halbrunde Füllhölzer, um 1750, Satteldach, Giebel verkleidet, Wohnhaus: um 1880, massiv, Putznutung, Obergeschoss Lisenen, waagrechter Fensterverdachung, Satteldach, Traufseite hofseitig schlicht, Fenster erneuert, guter Originalzustand. | 09245240 |
| Direkt Bild zu diesem Denkmal hochladen | Brücke über den Schönauer Bach | Wildenfelser Straße 89 (vor) (Karte)        | 19. Jh.                     | Steinbogenbrücke zum Bauernhof, baugeschichtlich und ortsbildprägend von Bedeutung. | 09245239 |
| Direkt Bild zu diesem Denkmal hochladen | Brücke über den Schönauer Bach | Wildenfelser Straße 91; 93 (bei) (Karte)    | 1881                        | Steinbogenbrücke zu einem Bauernhof, baugeschichtlich und ortsbildprägend von Bedeutung. | 09245241 |
| Direkt Bild zu diesem Denkmal hochladen | Seitengebäude und Scheune eines ehemaligen Vierseithofes | Wildenfelser Straße 95 (Karte)              | um 1750, Umbau bez. 1881    | Fachwerkbauten, baugeschichtlich von Bedeutung. Seitengeb.: am Türstock datiert 1881, vermutl. erbaut um 1750, Wagenremise, geblatteten Kopfbändern, im Rähm geblattetet, in Ständer gezapft, 1 Ständer vorhanden, Erdgeschoss ansonsten massiv, Fachwerk-Obergeschoss mit Tür, gezapfte Streben, Scheune: gezapfte Streben, Satteldach, schönes Tor, teilw. verbrettert, vor 1800. | 09245243 |
| Direkt Bild zu diesem Denkmal hochladen | Brücke über den Schönauer Bach | Wildenfelser Straße 95 (bei) (Karte)        | 19. Jh.                     | Steinbogenbrücke zu einem Bauernhof, baugeschichtlich und ortsbildprägend von Bedeutung. | 09245242 |
| Direkt Bild zu diesem Denkmal hochladen | Wohnstallhaus und zwei Seitengebäude einer Mühle | Wildenfelser Straße 97 (Karte)              | 1728 (Wohnhaus)             | Mühlenkomplex mit bauhistorisch wertvollem Hausbestand (Fachwerkbauten, teils mit Fachwerkkonstruktionen aus dem frühen 18. Jh.), ortsgeschichtlich, baugeschichtlich und technikgeschichtlich von Bedeutung. Wohnhaus: 1728 neu erbaut, Türportal von 1625 Kopie, Original vermutl. Burgmuseum Stein, Erdgeschoss massiv, Fenstergewände um 1800, Mühle urkundl. im 16. Jh. belegt, 1606 kaufte Hans Kunz die Rothmühle für 900 Gulden vom Solmsschen Grafen auf Wildenfels mit Aufforderung, die Brettmühle wieder aufzubauen, Wohnhaus mit Kopie des Sitznischenportals, steinerne Tafel mit Jahreszahl Wohnhausbau zugeputzt, Mansarddach mit Schopf, technische Ausstattung Mühle nicht mehr vorhanden 1800, Mansardwalmdach, profilierte, vorkragende Schwelle, K-Streben an Ecken, guter Originalzustand, Seitengeb.: profilierte Schwelle, halbrunde Füllhölzer, Balken profiliert im Dachbereich und 1. Obergeschoss, Handstrichbiberschwänze, teil. des Obergeschosses durch durchgehenden Riegel überblattet, V-Streben in oberen Gefachen, kielbogenartige Verzierung an Riegeln, 2. Seitengeb.: urspr. Oberlaube, Haus teilw. abgebrochen, geblattete Kopfbänder, um 1700, Erdgeschoss massiv unterfahren, Oberlaube zugesetzt. | 09245245 |
| Direkt Bild zu diesem Denkmal hochladen | Brücke über den Schönauer Bach | Wildenfelser Straße 97 (bei) (Karte)        | 1855                        | Steinbogenbrücke zum Mühlengut, baugeschichtlich und ortsbildprägend von Bedeutung. | 09245244 |
| Weitere Bilder                          | Kalkofen | Wildenfelser Straße 105 (gegenüber) (Karte) | um 1926                     | Technikgeschichtlich von Bedeutung. Bis um 1954 in Betrieb, Lage: nahe Wildenfelser Straße 56. | 09245248 |
| Direkt Bild zu diesem Denkmal hochladen | Wohnstallhaus, zwei Seitengebäude und Scheune eines Vierseithofes und Reste der Hofpflasterung                                                                       | Wildenfelser Straße 107 (Karte)             | um 1750                     | Fachwerkbauten, Seitengebäude ursprünglich mit Oberlauben, Wohnhaus strebenreiches Fachwerk, baugeschichtlich und wirtschaftsgeschichtlich von Bedeutung. Wohnhaus: um 1750, liegender Dachstuhl, Krüppelwalmdach, strebenreiches Fachwerk, Erdgeschoss massiv unterfahren um 1820, Türstock erhalten, guter Originalzustand, Seitengeb.: urspr. fünfbogige Oberlaube, geblattete Kopfbänder, Fachwerk-Obergeschoss, Erdgeschoss massiv, um 1700, Käsekasten, Scheune: um 1800, Fachwerk, Drempel, Satteldach, 2. Seitengeb.: 18. Jh., Satteldach, Fachwerk-Obergeschoss, Erdgeschoss massiv unterfahren, Garageneinbau, urspr. siebenbogige Oberlaube Reste der Hofpflasterung sowie Toreinfahrt | 09245246 |
| Direkt Bild zu diesem Denkmal hochladen | Brücke über den Schönauer Bach | Wildenfelser Straße 107 (bei) (Karte)       | 19. Jh.                     | Steinbogenbrücke zum Bauernhof, baugeschichtlich von Bedeutung und ortsbildprägend. | 09245247 |
| Direkt Bild zu diesem Denkmal hochladen | Ehemalige Brauerei mit Wohnhaus, Seitengebäuden, Scheune, Bergkeller und Resten der technischen Ausstattung                                                          | Wildenfelser Straße 119 (Karte)             | um 1900                     | Ortsgeschichtlich und technikgeschichtlich von Bedeutung. Urspr. mit oberschlächtigem Wasserrad, Maischkessel ohne Kupferhaube, Transmissionen, Sudkessel, Trockenboden in einem Seitengeb., Bergkeller, urspr. zur Lagerung Fässer. | 09245251 |
| Direkt Bild zu diesem Denkmal hochladen | Brücke über den Schönauer Bach | Wildenfelser Straße 119 (bei) (Karte)       | 19. Jh.                     | Steinbogenbrücke als Hofzufahrt, baugeschichtlich und ortsbildprägend von Bedeutung. | 09245250 |
| Direkt Bild zu diesem Denkmal hochladen | Wohnstallhaus, zwei Seitengebäude und Scheune eines Vierseithofes | Wildenfelser Straße 121 (Karte)             | Mitte 18. Jh.               | Zum Teil in Fachwerkbauweise, Wohnhaus am Giebeldreieck Lebensbaummotiv (Seltenheitswert), baugeschichtlich von Bedeutung. Wohnhaus: am Giebeldreieck Lebensbaummotiv, liegender Dachstuhl, Fachwerk-Obergeschoss teilw. erhalten, teilw. verputzt, Erdgeschoss und Giebel zu große Fenster, auch andere Gebäude zahlreiche Bauveränderungen, am besten erhalten straßenseitiges Seitengebäude, Fachwerk-Obergeschoss, Heuaufzug, Erdgeschoss massiv, Bruchstein sehr wichtig für Ortsbild durch Lage am Ortseingang, Scheune war im 19. Jh. abgebrannt, dann wieder aufgebaut. | 09245252 |

## Wiesen
| Bild                                    | Bezeichnung                                                                              | Lage                             | Datierung                                | Beschreibung | ID       |
| --------------------------------------- | ---------------------------------------------------------------------------------------- | -------------------------------- | ---------------------------------------- | --- | -------- |
| Direkt Bild zu diesem Denkmal hochladen | Wohnhaus                                                                                 | Cunersdorfer Straße 2 (Karte)    | 2. Hälfte 18. Jh.                        | Baugeschichtlich von Bedeutung, Fachwerkhaus mit altem Baukörper, platzprägend. Breitgelagerter Bau, Erdgeschoss massiv, Obergeschoss Fachwerk (aufgebrettert), Giebel und Dach verändert. | 08955911 |
| Direkt Bild zu diesem Denkmal hochladen | Stallscheune und Scheune eines Dreiseithofes                                             | Cunersdorfer Straße 4 (Karte)    | 2. Hälfte 19. Jh.                        | Stattlicher Hof in erhöhter Lage, Fachwerkbauten, baugeschichtlich von Bedeutung. Stallscheune: Erdgeschoss massiv, Obergeschoss Fachwerk, Lastenaufzug, große Einfahrt, Scheune: Fachwerkbau mit zwei großen Einfahrten. | 08955912 |
| Direkt Bild zu diesem Denkmal hochladen | Wohnstallhaus eines Dreiseithofes                                                        | Dorfstraße 4 (Karte)             | um 1720                                  | Fachwerkhaus mit K-Streben und massivem Erdgeschoss, eines der ältesten Bauernhäuser der Gemeinde, seltene Fachwerkkonstruktion, große baugeschichtliche Bedeutung. Denkmaltext: - Baugeschichte Das ehemalige Wohnstallhaus wurde vermutlich um 1700 erbaut. Dies belegen die Fachwerk- und die Dachkonstruktion eindeutig. Das Haus wurde vermutlich nach 1870 massiv unterfahren. Auch dies ist anhand des Kappengewölbes im Stall eindeutig erkennbar. Außer kleinerer baulicher Maßnahmen außen und innen sind keine weiteren wesentlichen Eingriffe in den Baubestand des Hauses zu verzeichnen. Das Erdgeschoss dokumentiert somit die Bauphase um 1870 und das Obergeschoss sowie das Dach die Bauphase um 1700. - Baubeschreibung Zweigeschossiges ländliches Wohn- und Wirtschaftsgebäude über längsrechteckigem Grundriss mit massivem Erdgeschoss (nach 1870 unterfahren) und Fachwerkobergeschoss, je zwei Fachwerkriegel an Trauf- und Giebelseiten, K-Streben (um 1700) sowie Satteldach. Der Hauseingang wurde in der Mitte der Hoftraufseite angeordnet, Steinstufen gleichen den Höhenunterschied zwischen Hof und Hausflur aus. Im Gegensatz zur landschaftstypischen Bauweise, wurde der Stall beim Umbau nach 1870 an die Straßengiebelseite verlegt, die Tür zum Stallbereich an der Hoftraufseite liegt tiefer als die Haustür. Die Stube wurde dagegen an die hintere Giebelseite verlegt. Aus welchen Gründen die Eigentümer beim Umbau von der landschaftstypischen Grundrissanordnung im Erdgeschoss abwichen, ist vermutlich nicht überliefert. Es handelt sich hierbei um eine Sonderlösung. Die typische Dreiteilung (Queraufteilung) des Erdgeschosses in Stallbereich, Mittelflur und Wohnteil wurde jedoch beibehalten. Das Obergeschoss mit der für die Zeit um 1700 üblichen Fachwerkkonstruktion blieb äußerlich unverändert erhalten, lediglich die zeitweise vorhandene Schieferverkleidung wurde teilweise ersetzt. Im Inneren wurden im Obergeschoss marginale Veränderungen und Erneuerungen vorgenommen, so z. B. Trennwände eingezogen und neue Türen eingebaut. Es handelt sich hierbei um reversible Baumaßnahmen, die nicht mit Veränderungen der Fachwerkkonstruktion oder der Außenwände verbunden waren. Natürlich ist davon auszugehen, dass die Fensteröffnungen vergrößert wurden. Dies ist jedoch allgemein üblich gewesen. Bei Seitengebäuden trifft man noch häufiger Gebäude mit Fensteröffnungen des 17./18. Jh. an, während dies bei Wohnhäusern äußerst selten ist. Der Dachstuhl ist ein Kehlbalkendach mit einfach stehendem Stuhl, seitlichem Windverband und Aufschieblingen. Der stehende Stuhl wird durch aufgeblattete Kopfstreben mit den Kehlbalken verbunden. Es handelt sich dabei um Schwalbenschwanzverbindungen. Eine Aussparung an einer der Stuhlsäulen deutet darauf hin, dass ursprünglich auch Fußstreben vorhanden gewesen waren, die die Stuhlsäulen mit den Bundwänden im Obergeschoss verbanden. Diese Konstruktion war eigentlich im frühen 17. Jh. verbreitet üblich gewesen, ist aber auch noch um 1700 anzutreffen gewesen. Auch ohne dendrochronologische Untersuchung und ohne urkundlichen Nachweis kann davon ausgegangen werden, dass das Obergeschoss und der Dachstuhl um 1700 aufgerichtet wurden, also zum ursprünglichen Bestand des Hauses gehören. Diese Annahme wird durch zahlreiche Bauuntersuchungen an ähnlichen Bauten bestätigt. - Denkmalfähigkeit Durch die erhaltene Raumaufteilung des Hauses, die ursprünglichen Raumgrößen sowie erhaltene Ausstattung, wie z. B. die Räucherkammer oder der Stall, ist heute noch deutlich die Lebensweise der Bauern des frühen 18. und auch des ausgehenden 19. Jh. nachvollziehbar. So ist erkennbar, dass Mensch und Tier unter einem Dach lebten, welche Räume ursprünglich beheizt waren und welche nicht, dass Schlaf- und Wohnräume vorhanden waren und der Boden als Lagerraum diente und nicht ausgebaut war. Hieraus leitet sich die sozialgeschichtliche Bedeutung des Hauses ab. Im Gemeindegebiet von Wildenfels (Wildenfels und alle Ortsteile) blieben acht weitgehend original erhaltene ländliche Wohnhäuser aus dem frühen 18. bzw. dem 17. Jahrhundert erhalten. Etwa fünf Häuser davon wiesen noch eine vergleichbare Fachwerkkonstruktion auf. Nach erfolgter Denkmalerfassung im gesamten Landkreis Zwickau können wir mit Sicherheit sagen, dass Fachwerkkonstruktion mit K-Streben an allen Trauf- und Giebelseiten sehr selten sind, vermutlich sogar eine örtliche Besonderheit darstellen. Als eines der ältesten ländlichen Wohnhäuser der Gemeinde Wildenfels und Gebäude mit sehr seltener Fachwerkkonstruktion kommt dem ehemaligen Wohnstallhaus Dorfstr. 4 in Wiesen ein außerordentlich hoher hausgeschichtlicher Wert zu. - Denkmalwürdigkeit: Auch die Denkmalwürdigkeit des Hauses kann bestätigt werden. Kriterien hierfür sind die Seltenheit (sehr seltene und sehr alte Fachwerkkonstruktion, eines der ältesten Häuser des Gemeindegebietes) sowie die Authentizität des Bauwerks. Wie bereits oben darauf hingewiesen, blieb die wesentliche Bausubstanz original erhalten (Fachwerkobergeschoss und Dachgeschoss). Bauliche Veränderungen erfolgten zur Bauerhaltung bzw. zur Anpassung des Hauses an veränderte Bedingungen (Ende 19. Jh. im Erdgeschoss). Aber auch diese Maßnahmen sind landschafts- und zeittypisch und erfolgten in traditionell üblicher Bauweise. Alle Veränderungen sind reversibel und waren nicht mit der Vernichtung originaler Bausubstanz verbunden. Die Veränderungen des 19. Jh. haben nach mehr als 100 Jahren auch geschichtliche Bedeutung erlangt. (LfD/2010) Erdgeschoss massiv, Steingewände, Obergeschoss Fachwerk verkleidet, Satteldach. | 08955907 |
| Direkt Bild zu diesem Denkmal hochladen | Dreiseithof mit Wohnstallhaus, Scheune und Stallgebäude                                  | Dorfstraße 9 (Karte)             | um 1720                                  | Sehr gut erhaltener Dreiseithof in Fachwerkbauweise, Teil der alten Ortsstruktur. Wohnstallhaus: Erdgeschoss massiv, Obergeschoss Fachwerk mit Mannfiguren, Scheune: Fachwerk, zwei Einfahrten, Stall: Fachwerk, große Einfahrt. | 08955906 |
| Direkt Bild zu diesem Denkmal hochladen | Wohnstallhaus eines Vierseithofes                                                        | Dorfstraße 13 (Karte)            | 1. Hälfte 19. Jh.                        | Weitgehend unverändert erhaltenes Bauernhaus, mit Fachwerk-Obergeschoss, baugeschichtlich von Bedeutung. Zweigeschossiges Wohnstallhaus, Erdgeschoss massiv mit Stein- und Porphyrgewänden, Obergeschoss Fachwerk verkleidet, Krüppelwalmdach. | 08955905 |
| Direkt Bild zu diesem Denkmal hochladen | Vierseithof mit Wohnhaus, Stallgebäude (mit Oberlaube), Seitengebäude und Scheune        | Dorfstraße 17 (Karte)            | bez. 1826                                | Baugeschichtlich von Bedeutung, Fachwerkensemble, Oberlaube am Seitengebäude Seltenheitswert. Wohnhaus: Erdgeschoss massiv, Korbbogentür mit schön profiliertem Sandsteingewände, bezeichnet 1826, Obergeschoss Fachwerk verkleidet, ein Teil verändert, Stall mit Oberlaube: Erdgeschoss massiv, zwei Einfahrten, Obergeschoss Fachwerk mit vierjochiger Oberlaube, Stall: Erdgeschoss massiv, zwei Einfahrten, Obergeschoss Fachwerk, Scheune: Fachwerk mit Drempel, großes Tor, bezeichnet 1891 | 08955904 |
| Direkt Bild zu diesem Denkmal hochladen | Wohnhaus in offener Bebauung                                                             | Ernst-Schneller-Straße 2 (Karte) | um 1890                                  | Baugeschichtlich von Bedeutung, gründerzeitlicher Ziegelsteinbau mit farblich abgesetzter Gliederung, straßenbildprägend. Über hohem Sockelgeschoss eingeschossiger Bau mit angebautem Dachgeschoss und Kreuzdach, Gliederung mit Deutschem Band und Formsteinen, Fenstereinfassung mit Gußstein und gelbem Backstein. | 08955902 |
| Direkt Bild zu diesem Denkmal hochladen | Wohnstallhaus und Stallgebäude (mit Oberlaube) eines ehemaligen Dreiseithofs             | Haaraer Straße 1 (Karte)         | bez. 1837                                | Baugeschichtlich von Bedeutung, Fachwerkbauten, Oberlaube mit Seltenheitswert. Wohnhaus: Erdgeschoss massiv, Tür mit Sandsteingewände, Obergeschoss Fachwerk, Stall: Erdgeschoss massiv, Obergeschoss vorkragend mit achtjochiger Oberlaube (etwas ruinös), Scheune: Erdgeschoss massiv, eine große Durchfahrt, Obergeschoss Fachwerk – vor 2010 abgebrochen. | 08955908 |
| Direkt Bild zu diesem Denkmal hochladen | Wohnstallhaus eines Zweiseithofes                                                        | Haaraer Straße 5 (Karte)         | um 1720                                  | Baugeschichtlich von Bedeutung, Fachwerk-Obergeschoss mit Halber-Mann-Figur, Teil der Ortsstruktur. Wohnstallhaus: Erdgeschoss massiv, Obergeschoss Fachwerk, verkleidet, eine Längsseite mit Halber-Mannfigur. | 08955909 |
| Direkt Bild zu diesem Denkmal hochladen | Stallscheune und Scheune eines Dreiseithofes                                             | Haaraer Straße 7 (Karte)         | 2. Hälfte 19. Jh. (Stallscheune)         | Baugeschichtlich von Bedeutung, Fachwerkbauten, Teil des Straßenbildes. Scheune: großer Fachwerkkörper (preußisches Fachwerk) mit zwei Einfahrten, Stallscheune: Erdgeschoss massiv, Obergeschoss Fachwerk verkleidet, doppelte Biberschwanzdeckung. | 08955910 |
| Direkt Bild zu diesem Denkmal hochladen | Wohnstallhaus (altes Wohnhaus), Stallscheune und Scheune eines Vierseithofes             | Kirchberger Straße 15 (Karte)    | Ende 18. Jh.                             | Baugeschichtlich von Bedeutung, Teil der alten Ortsstruktur, Fachwerkbauten. Wohnstallhaus: breiter Baukörper, Erdgeschoss massiv, Tür mit Steingewände von 1855, Obergeschoss Fachwerk verputzt und verbrettert, Krüppelwalmdach mit Frackdach, Stallscheune: Erdgeschoss massiv, Obergeschoss verbrettert, Scheune: große Holzkonstruktion, sowie schöne Zufahrtsallee zum Hof. | 08955913 |
| Direkt Bild zu diesem Denkmal hochladen | Wohnstallhaus und zwei Scheunen eines Bauernhofes                                        | Kirchberger Straße 18 (Karte)    | 1. Hälfte 19. Jh., vermutlich älter      | Weitgehend authentisch erhaltene Hofanlage, Fachwerkbauten, baugeschichtlich von Bedeutung. Wohnstallhaus: Erdgeschoss massiv, Steingewände, Obergeschoss Fachwerk (verkleidet), Satteldach, 1. Scheune: Fachwerkbau mit preußischem Fachwerk und Satteldach, 2. Scheune: auf Bruchsteinsockel Holzkonstruktion, Frackdach. | 08955895 |
| Direkt Bild zu diesem Denkmal hochladen | Wohnhaus (ehem. Scharfrichterei) mit angebauter Scheune sowie Nebengebäude (Brunnenhaus) | Kirchberger Straße 26 (Karte)    | bez. 1837, im Kern älter (Wohnstallhaus) | Landschaftsprägende Fachwerkbauten, baugeschichtlich und ortsgeschichtlich von Bedeutung. Wohnstallhaus: zweigeschossig, Erdgeschoss massiv, Obergeschoss zum Teil Fachwerk, Gewände aus Sandstein, aufwendiger Korbbogeneingang, Schlussstein bezeichnet NO31 1837, Walmdach mit Dachhecht, Scheune: stattlicher zweigeschossiger Bau in preußischem Fachwerk, Obergeschoss verbrettert, Satteldach, Seitengebäude: kleiner Fachwerkbau auf hohem Bruchsteinsockel, Lehmziegel, Krüppelwalmdach. | 08955896 |

## Wiesenburg
| Bild                                    | Bezeichnung | Lage                             | Datierung                | Beschreibung | ID       |
| --------------------------------------- | --- | -------------------------------- | ------------------------ | --- | -------- |
|                                         | Vermutlich Kontorgebäude oder Fabrikationsgebäude                                                              | Bahnstraße 1 (Karte)             | um 1880                  | Stattlicher, langgestreckter Bau in steiler Hanglage, mit klassizistischen Formen, Lage nahe dem Schloss, baugeschichtlich von Bedeutung. Zweigeschossiger Bau (massiv) mit reicher Gliederung: ionische Pilaster, Gesimse und Profilierungen, Fenster in Dreiergruppen, mit Flachbogen, zwei Portale mit Doppelpilastern und ehemaligem Balkon (Rest), Flachdach, dahinter am Hang ebenso ornamentierte Holzkonstruktion mit betontem Mittelrisalit, seitlich Terrassen. | 08955898 |
|                                         | Empfangsgebäude des Bahnhofs und Bahn-Unterführung                                                             | Bahnstraße 2; 4 (Karte)          | 1870/1880                | Eisenbahngeschichtlich von Bedeutung. Bahnhof: H-förmiger Bau, zweigeschossig, Rundbogenfenster im Erdgeschoss, Häuschen: Holzkonstruktion, Ladeschuppen: großer Backsteinbau mit zum Teil preußischem Fachwerk und weit vorgezogenem Dach – kein Denkmal. | 08955897 |
|                                         | Straßenbrücke über die Zwickauer Mulde                                                                         | Ernst-Schneller-Straße (Karte)   | 1890                     | Vierfeldrige Gewölbebrücke aus Sandsteinquader-Mauerwerk, baugeschichtlich und technikgeschichtlich von Bedeutung. Die Brücke wurde als vierfeldrige Gewölbebrücke im Jahre 1890 gebaut. Das Haupttragwerk wurde als einteiliger Vollquerschnitt ausgeführt. Die lichte Höhe beträgt 6,00 m, die lichte Weite 17,00 m. Die Einzelstützweiten betragen 13,40 m, 17,48 m, 17,48 m und 13,40 m. Die Gesamtstützweite misst 61,76 m. Die Gewölbe bestehen aus Sandsteinquadermauerwerk mit einer Scheiteldicke von ca. 72 cm und im Kämpferbereich mit ca. 95 cm. Die Fahrbahnbreite beträgt 5,30 m, die Breite zwischen den Geländern beträgt 6,80 m. Die Brücke liegt auf der Gemarkung Wiesenburg, Flstk. 126a und der Gemarkung Schönau, Flstk. 513 und 528. Lage: S 282, BW 3, Station km 2, 717 | 08955915 |
| Direkt Bild zu diesem Denkmal hochladen | Wohnhaus in offener Bebauung                                                                                   | Ernst-Schneller-Straße 5 (Karte) | um 1890                  | Baugeschichtlich von Bedeutung, gründerzeitlicher Ziegelsteinbau mit farblich abgesetzter Gliederung und Fachwerkelementen, Teil des Straßenbildes. Zweigeschossiger Backsteinbau mit ausgebautem Dachgeschoss, Fensterstürze, Gesimse und Lisenen in hellem Sandstein, im Giebel grünes Zierfachwerk. | 08955900 |
| Direkt Bild zu diesem Denkmal hochladen | Wohnhaus in offener Bebauung                                                                                   | Lindenstraße 13 (Karte)          | 1731–1737                | Stattlicher Barockbau, im Schlosskontext stehend, orts- und baugeschichtlich von Bedeutung. Zweigeschossiger Massivbau mit steinernen Gewänden, Korbbogenportal mit originalen Türflügeln, Walmdach, zur Straßenseite dreigeschossig, dreiseitig vorspringender Mitteltrakt mit Mansardwalmdach und Korbbogenportal, im Innern einfache Stuckdecken, Keller mit Gewölbe, steinerne Treppen bis zum Dachgeschoss. | 08955889 |
|                                         | Wohnhaus in offener Bebauung                                                                                   | Lindenstraße 18 (Karte)          | 1. Hälfte 19. Jh.        | Baugeschichtlich von Bedeutung, ländliches Wohnhaus mit Fachwerk-Obergeschoss, im Schlosskontext stehend. Zweigeschossig, Erdgeschoss massiv, Obergeschoss Fachwerk, Giebel verkleidet, Krüppelwalmdach. | 08955887 |
|                                         | Wohnhaus in offener Bebauung                                                                                   | Lindenstraße 20 (Karte)          | um 1800                  | Baugeschichtlich von Bedeutung, stattliches Wohnhaus mit Fachwerk-Obergeschoss, im Schlosskontext stehend. Zweigeschossig, Erdgeschoss massiv (verändert durch Garageneinbau), Obergeschoss Fachwerk, Giebel verschiefert, Mansarddach mit Dachhäuschen. | 08955886 |
|                                         | Wohnhaus in offener Bebauung                                                                                   | Lindenstraße 22 (Karte)          | 18. Jh.                  | Baugeschichtlich von Bedeutung, mit Mansarddach und Fachwerk im Obergeschoss, Teil des Schlossensembles. Stattlicher barocker Baukörper, zweigeschossig, Erdgeschoss Bruchstein mit Steingewänden, Obergeschoss Fachwerk verbrettert, Mansardwalmdach. | 08955885 |
|                                         | Drei Wirtschaftsgebäude eines ehemaligen Rittergutes                                                           | Lindenstraße 23; 25 (Karte)      | 19. Jh.                  | Ortsgeschichtlich von Bedeutung. Ein- bis zweigeschossige Bruchsteinbauten mit Sandsteingewänden, Satteldach und Walmdach mit Hechtgaupen (durch LPG-Nutzung zum Teil verändert), 2010 Streichung von Lindenstraße 27, baulich erheblich verändert und daher historischen Charakter verloren. | 08955890 |
| Weitere Bilder                          | Schloss (ehemalige Burg) mit Umfassungsmauern, ehemaliger Kapelle, Turm (Bergfried) und Turmstumpf             | Lindenstraße 35 (Karte)          | im Kern nach 1200        | Mehrflügelige, unregelmäßige Schlossanlage mit Torturm, Bergfried, an der Ostseite mit Turmstumpf, baugeschichtlich, landesgeschichtlich und ortsgeschichtlich von Bedeutung. Schloss: wohl nach 1200 errichtet, seit 1251 im Besitz der Vögte von Weida. Als castrum 1350 erwähnt, 1412–1591 im Besitz der Familie von Planitz, 1591 an den Zwickauer Rat verkauft, 1663 an Herzog Philipp Ludwig von Holstein-Sonderburg, der 1664 umfangreiche Veränderungen und Erweiterungen durchführen ließ. 1724 im Besitz Augusts des Starken, Restaurierung 1992. Von der mittelalterlichen Kernburg haben sich der untere Teil des Bergfrieds, Reste der Ringmauer und der Vorburg-Befestigung erhalten, das heutige Erscheinungsbild ist von den Erweiterungen im 14. Jahrhundert und 1664 geprägt. Im Grundriss unregelmäßiges, gestrecktes Dreieck mit Innenhof. Zweigeschossig, Obergeschoss Fachwerk mit Andreaskreuzen und doppelten Schiffskehlen, Torturm: oktogonal, mit geschweifter Haube und Laterne, Kapelle (heute WC und Schuppen): kleiner Bau mit zwei Rundbogenfenstern, Nebengeb.: zweigeschossiger Massivbau mit Satteldach, Rundturm und Mauer: Bruchsteinmauerwerk. | 08955884 |
| Direkt Bild zu diesem Denkmal hochladen | Häuslerhaus | Obere Straße 5 (Karte)           | Anfang 19. Jh.           | Sozial- und heimatgeschichtlich von Bedeutung, mit Fachwerk-Obergeschoss. Zweigeschossig mit massivem Erdgeschoss und Steingewänden, Obergeschoss Fachwerk verkleidet, Satteldach. | 08955893 |
| Direkt Bild zu diesem Denkmal hochladen | Wohnhaus | Obere Straße 26 (Karte)          | bez. 1881, im Kern älter | Fachwerkwohnhaus, bau- und heimatgeschichtlich von Bedeutung. Zweigeschossig, Erdgeschoss massiv, Obergeschoss Fachwerk, steiler Giebel, Satteldach. | 08955892 |
| Direkt Bild zu diesem Denkmal hochladen | Schäferei mit Wohnhaus, Stallgebäude, zwei Seitengebäuden und Einfriedungsmauer                                | Schäfereiweg 1 (Karte)           | Mitte 19. Jh.            | Ortsgeschichtlich und baugeschichtlich von Bedeutung, als beachtliche vierseitige Anlage landschaftsprägend. Wohnhaus: zweigeschossiger Massivbau mit Sandsteingewänden, Satteldach, Stall: langgestreckt, eingeschossig, massiv, Blendbögen und Lisenen, 1. Nebengeb.: preußisches Fachwerk am Giebel, 2. Nebengeb.: eingeschossiger Massivbau mit tief heruntergezogenem Walmdach, Ladeluke. | 08955894 |
| Weitere Bilder                          | Wasserwerk mit Maschinenhaus, Brunnenhaus, Verdüsungsanlage, Fischbauchklappenwehr und technischer Ausstattung | Weißbacher Straße 1 (Karte)      | um 1890                  | Technikgeschichtlich von Bedeutung. (Ehemaliges Sägewerk) Maschinenhaus mit Werkstatt: roter Backsteinbau mit überhöhtem Mittelbau mit Ziergiebeln, Lisenengliederung, Fries mit deutschem Band, Satteldach/Pfettendach, Brunnenhaus: oktogonaler Backsteinbau mit Lisenengliederung, Kegeldach mit Laterne, Verdüsungsanlage: mit Wasserfutterkammern, acht Filterkammern, sieben Portale, Graupelputz mit Glattputz, Fischklappenwehr: 1957/1959, für Wassergewinnung, Ausstattung: Kolbenpumpen von 1912/drei Wasserturbinen von vor 1914 (eine später)/drei Wasserschützen. | 08955903 |